# 川上不白
川上 不白（かわかみ ふはく、享保4年3月3日〈1719年4月22日〉 - 文化4年10月4日〈1807年11月3日〉）は、江戸千家を創始した茶人である。名は尭達、新柳。別号に宗雪、孤峰、黙雷庵。

## 経歴
享保4年（1719年）、紀伊新宮藩の水野家の家臣であった川上六太夫の次男として生まれた。
京都の表千家7代如心斎の内弟子となり七事式の制定にも参画。1750年（寛延3年）、如心斎の江戸で千家の茶道を広めたいという意を汲んで江戸に移った。その後、田沼意次のほか大名の島津氏や毛利氏らが入門するなど、不白による千家の茶道が江戸に広がると、不白は表千家から江戸千家を開いた。文化4年（1807年）、89歳で江戸の隠宅であった水野家下屋敷に置いた蓮華庵で死去した。墓所は台東区の安立寺。

## 不白と熊野
川上不白は熊野新宮の出身で故郷にたびたび帰省していた。その縁で那智の滝では2008年から御献茶式が開催されている。新宮市、新宮商工会議所、きのくに活性化センターでは「茶人川上不白とまちづくり」の共同事業も実施している。

## 刊行文献
- 『川上不白茶会記集』、校訂・翻刻
- 『不白筆記　付・孤峯川上不白道具帳写』、翻刻解説
川上宗雪監修、谷晃編、中央公論新社、2019年。生誕三百年記念出版